# Sanitätsstation

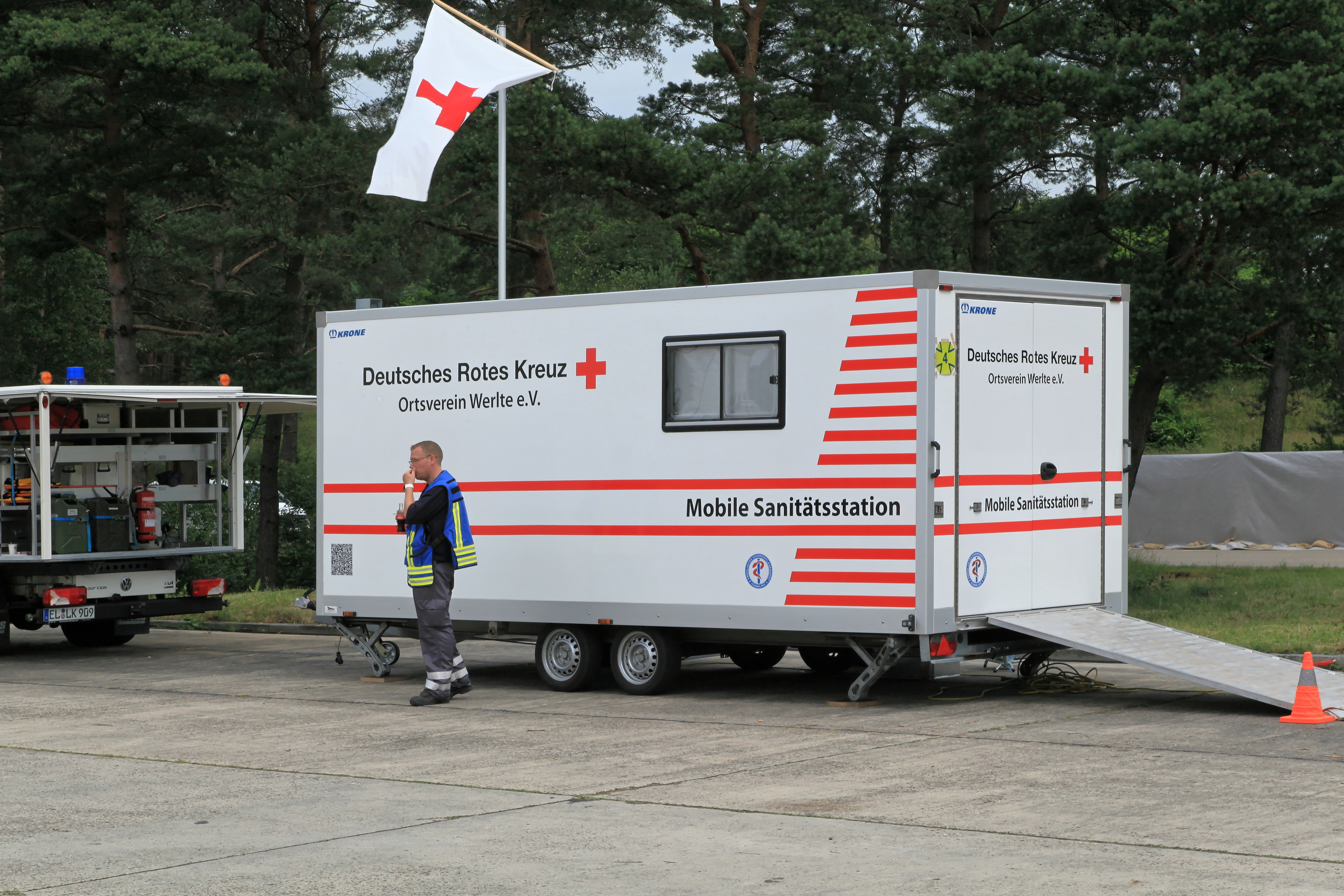
Mobile Sanitätsstation als Anhänger

Unter einer Sanitätsstation versteht man eine Einrichtung des Sanitätswachdienstes an öffentlichen Orten, beispielsweise in Discotheken oder bei größeren Veranstaltungen, in welchen professionelle Erste Hilfe geleistet wird. Die Sanitätsstation ist in der Regel mit Sanitätern (Behandlungstrupps) oder höher qualifiziertem Personal (Rettungsfachpersonal, Notarzt etc.) besetzt. Besonders große Sanitätsstationen, die bestimmte Auflagen erfüllen, heißen Unfallhilfsstellen.
Sanitätsstationen sind häufig Kern eines (Unter-)Einsatzabschnitts im Sanitätswachdienst; ihnen sind in der Regel ein oder mehrere Erstversorgungstrupps und ein oder mehrere Tragetrupps als mobile Elemente zugeordnet. Außerdem kann ihnen auch ein Krankentransporttrupp mit einem Rettungswagen oder Krankentransportwagen zugeordnet sein.

## Räumlichkeiten

(temporäre) Sanitätsstation in Containern für eine Baustelle in einem Betrieb

Das Aussehen einer Sanitätsstation kann sehr stark variieren. Während in Gebäuden oft ein Sanitätsraum zur Verfügung steht, der bereits grundeingerichtet ist, müssen bei Großveranstaltungen oft Zelte aufgebaut und eingerichtet werden. Bei längeren Sanitätswachdiensten haben sich auch Container als mobile Sanitätsräume bewährt. Bei kleineren Wachdiensten genügt oft ein Rettungsmittel als Sanitätsstation. Auch speziell ausgebaute Anhänger können als Sanitätsstation dienen.

## Ausstattung

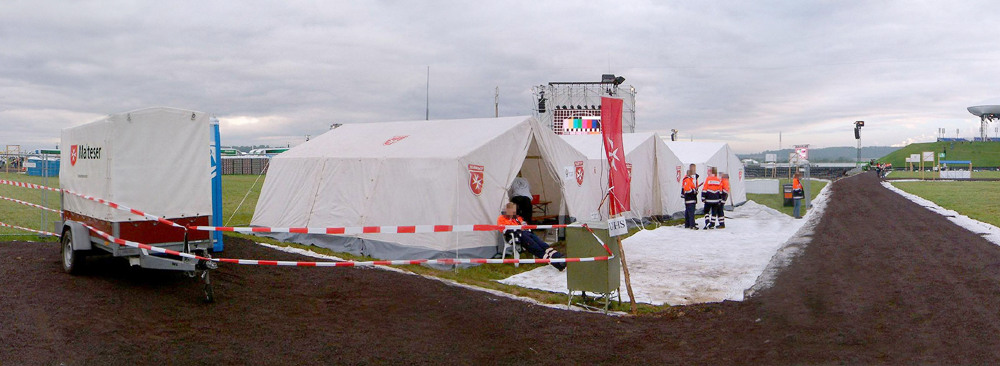
Unfallhilfsstelle

Auch die Ausstattung von Sanitätsstationen ist nicht einheitlich festgelegt. Zur Grundausstattung gehört jedoch in der Regel größere Mengen von Verbandmaterial, eine Ausruhmöglichkeit (z. B. Feldbetten), Krankentragen sowie Sanitätsrucksäcke. Hinzu kommen oft noch Fahrgestelle und Lagerungsgestelle für die Krankentrage sowie Funkgeräte.
Bei größeren Sanitätsdiensten sind in den Sanitätsstationen oft auch Medikamente, Sauerstoffbehandlungsgeräte, AEDs, Notfallrucksäcke und weiteres Material aus dem Rettungsdienst vorhanden. Auch Telefon- und Internetanschluss sind immer öfter anzutreffen, durch welche bei Großveranstaltungen der Kontakt mit EAL, bzw. TEL gehalten wird. Ebenso kommen Motorräder und Quads als First-Responder- und Melder-Fahrzeuge zum Einsatz.

## Tätigkeit
Die Sanitätsstation ist in der Regel ständig mit einem oder mehreren Behandlungstrupps besetzt und wartet auf Personen, die Hilfe in Anspruch nehmen. Unter Umständen werden von der Sanitätsstation aus auch Erstversorgungstrupps mit Sanitätsrucksäcken eingesetzt, die den Veranstaltungsort nach Verletzten und hilflosen Personen absuchen und dann bei Bedarf den Transport in die Sanitätsstation veranlassen (Transporttrupps).
Verletzten wird in der Sanitätsstation Erste Hilfe geleistet, bis diese wieder selbstständig und eigenverantwortlich die Station verlassen können. Bei Bedarf wird von der Sanitätsstation aber auch ein qualifizierter Krankentransport in eine Klinik veranlasst.
Jede Patientenversorgung in einer Sanitätsstation sollte für spätere Nachfragen und zur Qualitätssicherung genaustens protokolliert werden.